# 松平直晃
松平 直晃（まつだいら なおあき、1935年〈昭和10年〉1月28日 - 2021年〈令和3年〉8月22日）は、直良系越前松平家（播磨国明石藩）第15代当主。

## 経歴
日高震作の子として生まれる。出生名は、日高 震二。直良系越前松平家（播磨国明石藩）14代当主の松平尚次郎が1975年に40代で死去後に友人で妹の夫でもあった震二が婿養子となり、松平 直晃に改名。妻は松平弥栄子（子爵松平直頴の娘）。
学習院高等科、学習院大学卒業。
静岡県静岡市在住。
明石藩士の子孫たちが作る「明石葵会」の総会等で度々、旧領でもある、兵庫県明石市を訪れたり、同家に伝わる資料を寄贈するなどしてかつての地元と親交を深めていた。
娘が二人居るがいずれも婿養子を迎えなかったため、直晃が2021年8月22日に死去後は、戸籍上での松平家は断絶となった。明石葵会や菩提の供養等の活動は静岡市内に在住する長女が継続する事が明かされている。